# Vẹt hoang

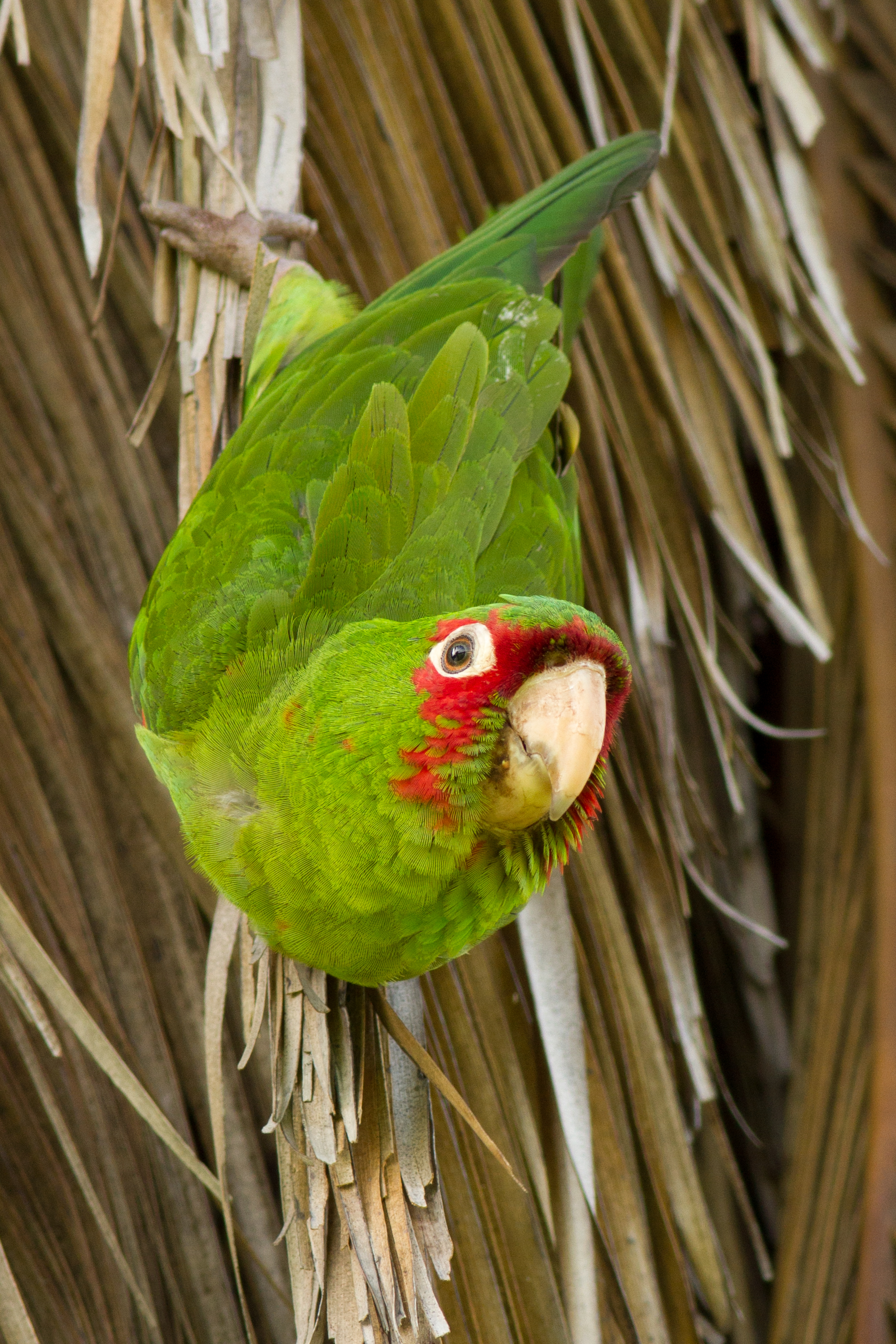
Một con vẹt hoang dã, loài vẹt được gọi là hoang hóa khi chúng thoát ra ngoài và kết thành quần thể

Vẹt hoang là một con vẹt thoát khỏi môi trường nuôi nhốt và đã thích nghi với cuộc sống trong một hệ sinh thái mà nó không phải là loài bản địa. Nhiều cá thể có nguồn gốc từ vật nuôi đã trốn thoát hoặc được cố ý thả ra. Các loài vẹt hoang có thể ảnh hưởng đến sự đa dạng sinh học bản địa, nền kinh tế và sức khoẻ con người. 

## Nguyên nhân
Các đàn vẹt hoang có thể được hình thành sau khi những con vẹt hoang dã nhập khẩu từ vùng miền hoang dã thoát ra từ sân bay hoặc các cơ sở kiểm dịch. Các nhóm thoát ra khỏi sự kiểm soát của con người và có các kỹ năng để tồn tại và sinh sản trong tự nhiên. Một số loài vẹt hoang dã có thể có hậu duệ của loài chim từ sở thú thoát ra. Các con vật nuôi bỏ trốn hoặc thả ra hiếm khi góp phần tạo nên những nhóm vẹt hoang dã. Sự tẩu thoát thường chỉ liên quan đến một hoặc một vài con chim một lần, vì vậy chim không có sự bảo vệ của một đàn và thường không có bạn tình.
Hầu hết các chú chim sinh ra không có kỹ năng sống còn cần thiết để tìm thức ăn hoặc tránh kẻ thù và thường không tồn tại lâu nếu không có người chăm sóc của con người. Tuy nhiên, trong những khu vực có quần thể vẹt hoang hiện tại, vật nuôi trốn tránh đôi khi có thể gia nhập những đàn này. Kỷ nguyên hay những năm phổ biến nhất mà các con vẹt hoang dã được thả ra ngoài môi trường phi bản địa là từ những năm 1890 đến những năm 1940, trong thời kỳ vẹt hoang dã bị săn bắt.

## Ghi nhận

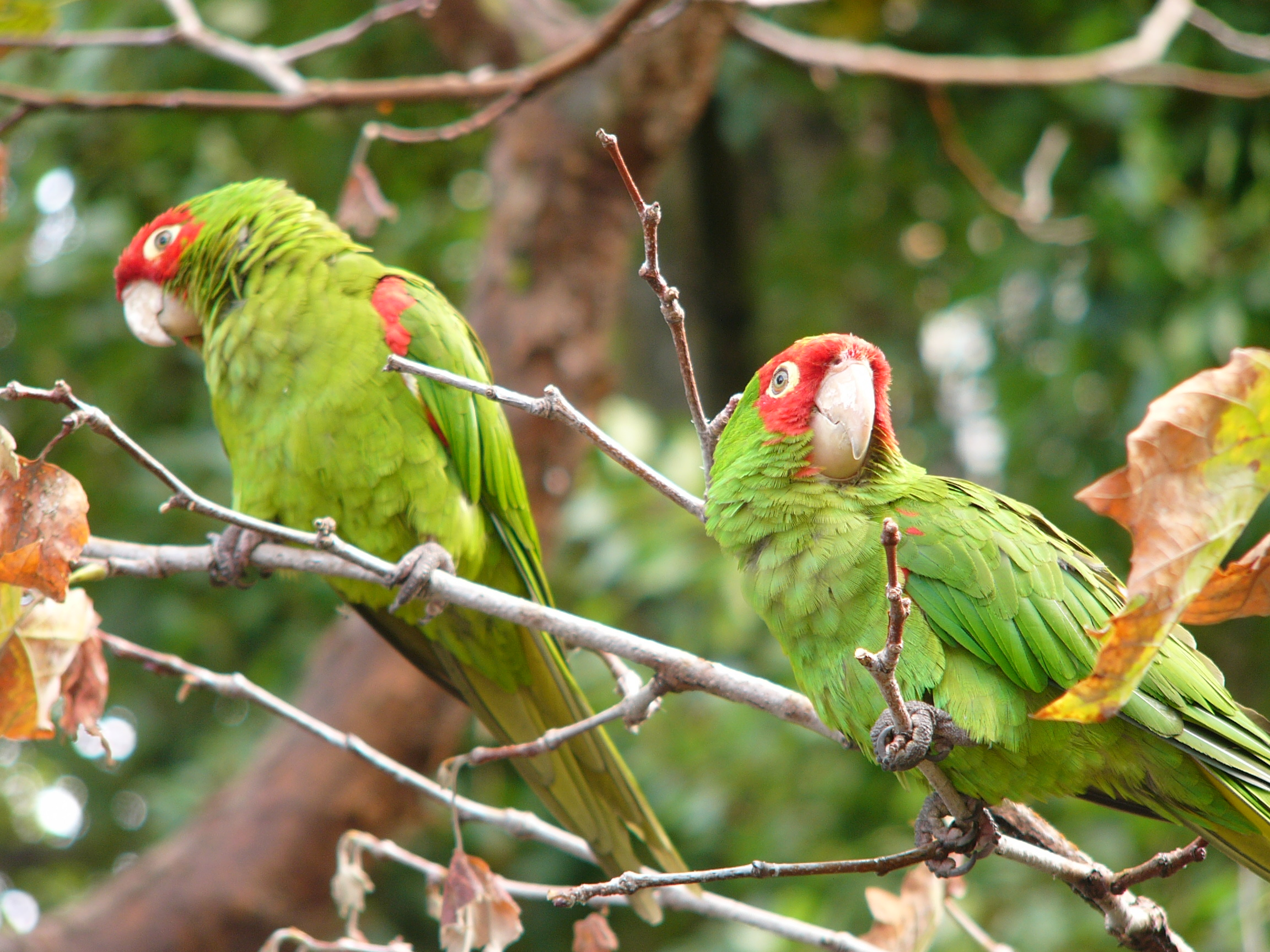
Những con vẹt mặt đỏ hoang hóa

Những đàn vẹt hoang thuộc loài vẹt cầu vồng (Trichoglossus haematodus) đã thiết lập được quần thể ở Perth, Tây Úc và ở Auckland, New Zealand. Vẹt Rosella miền đông (Platycercus eximius) đã du nhập và phát tán thành công ở đảo Bắc của New Zealand. Dân số của những con vẹt đuôi đỏ đã trở nên hoang dã ở San Francisco đã trở nên nổi tiếng thông qua một cuốn sách và bộ phim về chúng. Một số loài bao gồm vẹt đuôi dài (Amazona autumnalis), vẹt đuôi vằn (Amazona finschi) và vẹt đuôi vàng (Brotogeris chiriri), đã thiết lập được quần thể ở Nam California chúng được biết đến với tiếng ồn lớn và độc đáo cũng như các cộng đồng lớn của chúng.
Quần thể vẹt đuôi dài Psittacula krameri tồn tại trên khắp thế giới. Chúng có thể được tìm thấy ở Anh, Hà Lan, Bỉ Rome, Lisbon và miền tây và miền nam nước Đức. Khu nghỉ mát lớn nhất của Anh trong số này được cho là ở Esher, Surrey, ghi nhận con số lên đến vài nghìn. Những con vẹt đuối hồng kỳ lạ cũng xuất hiện ở Hoa Kỳ, Nam Phi, Ai Cập (còn cư trú, sinh sản trên lãnh thổ Giza vào tháng Sáu), Israel (có nhiều ở Công viên Yarkon ở Bắc Tel Aviv), Lebanon, UAE và Oman. Ngoài ra còn có một số quần thể ở Istanbul, Thổ Nhĩ Kỳ, cả ở phía châu Âu, nơi chúng có thể được nhìn thấy ở công viên Gülhane, Yıldız và Eyüp, và ở phía Anatolian. Chúng cũng có thể được tìm thấy ở Nhật Bản.